# Michałowo (rejon ignaliński)
Michałowo (lit. Mikoliūnai) – wieś na Litwie, w okręgu uciańskim, w rejonie ignalińskim, w starostwie Kozaczyzna.

## Historia
W dwudziestoleciu międzywojennym zaścianek leżał w Polsce, w województwie nowogródzkim (od 1926 w województwie wileńskim), w powiecie brasławskim (od 1926 w powiecie święciańskim), w gminie Dukszty.
Według Powszechnego Spisu Ludności z 1921 roku zamieszkiwały tu 3 osoby, wszystkie były wyznania rzymskokatolickiego. 2 mieszkańców zadeklarowało polską przynależność narodową a 1 litewską. Był tu 1 budynek mieszkalny. W 1931 zamieszkiwało tu 6 osób w 1 budynku.
Miejscowość należała do parafii rzymskokatolickiej w Kozaczyźnie. Podlegała pod Sąd Grodzki w Święcianach i Okręgowy w Wilnie; właściwy urząd pocztowy mieścił się w m. Duksztach.
W czasie okupacji niemieckiej mieszkająca we wsi rodzina Tarasiewiczów udzieliła pomocy Lejzorowi Lewiatanowi i Tewie Szołomiakowi. W 1966 roku Instytut Jad Waszem podjął decyzję o przyznaniu Hieronimowi i Bronisławie Tarasiewiczom tytułu Sprawiedliwych wśród Narodów Świata. W 2006 uhonorowano Irenę i Mieczysława Tarasiewiczów.